# スエビ族

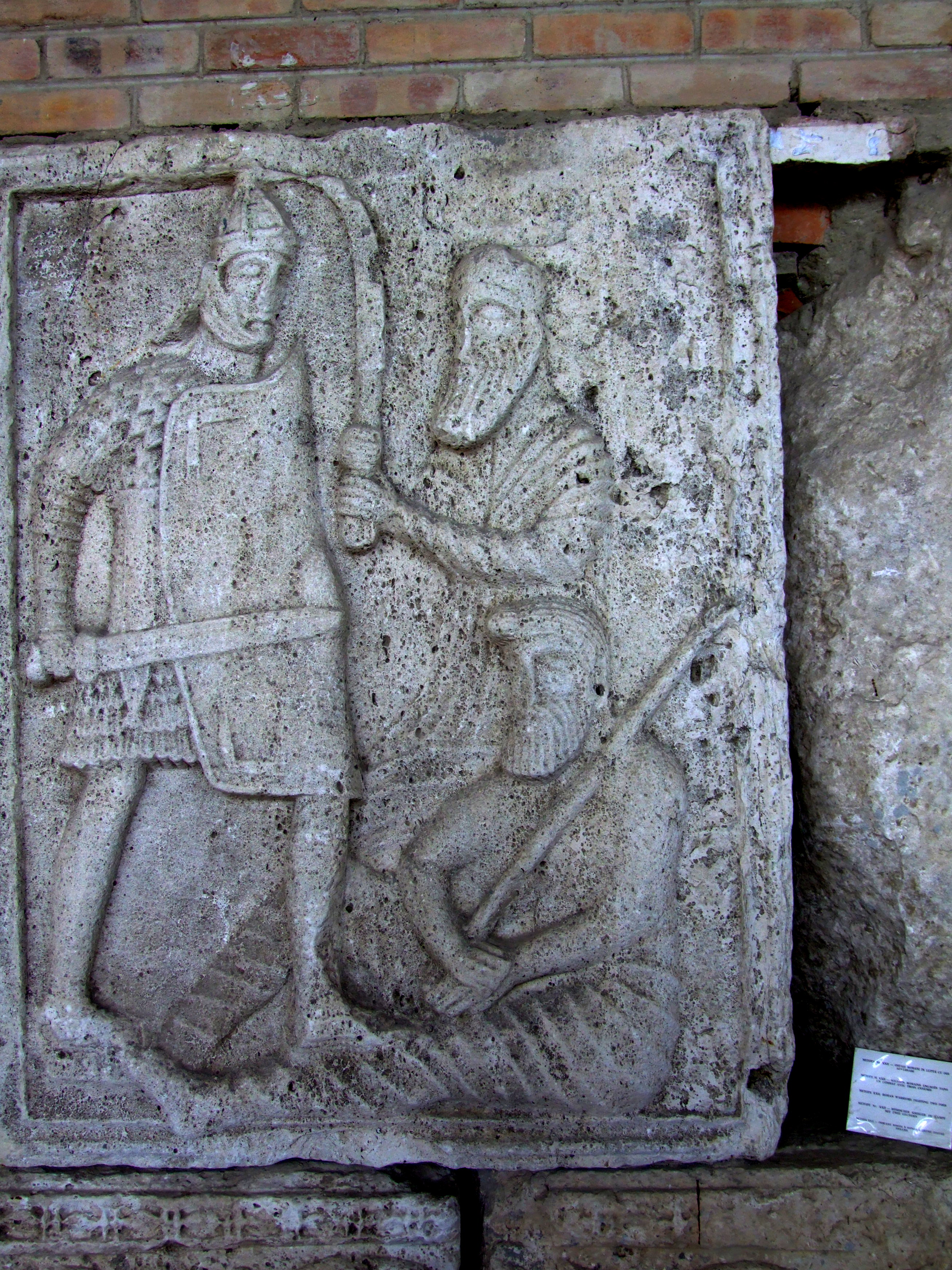
ローマ兵とスエビ族

スエビ族（スエビぞく、英: Suebi、西: Suevos、独: Sueben、阿: Suebe、仏: Suèves、羅: Suebi）は、古代ヨーロッパの民族。「スエヴィ」「スエボス」「シュエビ」「スウェイビア」とも呼ばれる。
タキトゥスの『ゲルマーニア』に言及があり、いわゆるゲルマン系に属する民族として描かれるがケルト系の説もある等その民族系統は不明である。

## 歴史

### 民族移動時代の前のスエビ族

橙（だいだい）色がスエビ人の居住区。現在の北中部ドイツ一帯に広がっている。

スエビ族は元々、バルト海南部を故地とするという。ローマではバルト海南東海域がスエビの海（Mare Suebicum）と呼ばれた。紀元前からゲルマニアに住み、ローマ領やガリア（現在のフランス）の地へ侵略を繰り返した。ローマでは民族移動時代の前ではゲルマニアに住む民族のうち最強の民族として知られていた。帝政期に入ってからもたびたび侵略し、スエビ族らの攻撃を防ぐためローマ帝国はリーメスを建設する。

#### アリオウィストゥスの時代－ガリア戦記の記述
カエサルのガリア戦記第一巻には、最大のライバルの一人としてスエビ族長アリオウィストゥスの名が残されている。紀元前71年ごろにアリオウィストゥスは多くのゲルマン人部族を率いてライン川を渡りガリア人の戦争に介入、ガリア内に一大勢力を築きローマとも関係を持った。紀元前58年にガリア人から救援依頼を受けガリア遠征を開始したカエサルと衝突、ウォセグスの戦いで惨敗してゲルマニアに敗走した。その後、彼が再びガリアに侵入することはなかった。ガリア戦記におけるスエビ族は「文明を知らぬ野蛮人」であるが非常に身体が大きく勇敢で、戦闘に優れた民族であると記されており、愚鈍などの形容はされていない。またアリオウィストゥスが12万人と称する多数のゲルマン人や部族を結集し自ら指揮を執ったことは、当時のゲルマニアにおけるスエビ族の優位性と指導者の権力の強さをうかがわせる。アリオウィストゥス率いるスエビ族やマルコマンニ族のライン川やエルベ川方面への西方移動は、マルコマンニ族の王国の終焉を示す資料がボヘミアで見つかっていることもあり、その始まりから考古学的に追うことが可能である。豊かな副葬品をもつこれらゲルマン人の墓は1930年代にテューリンゲン州でも発見されている。

### ガラエキアの王国のスエビ族

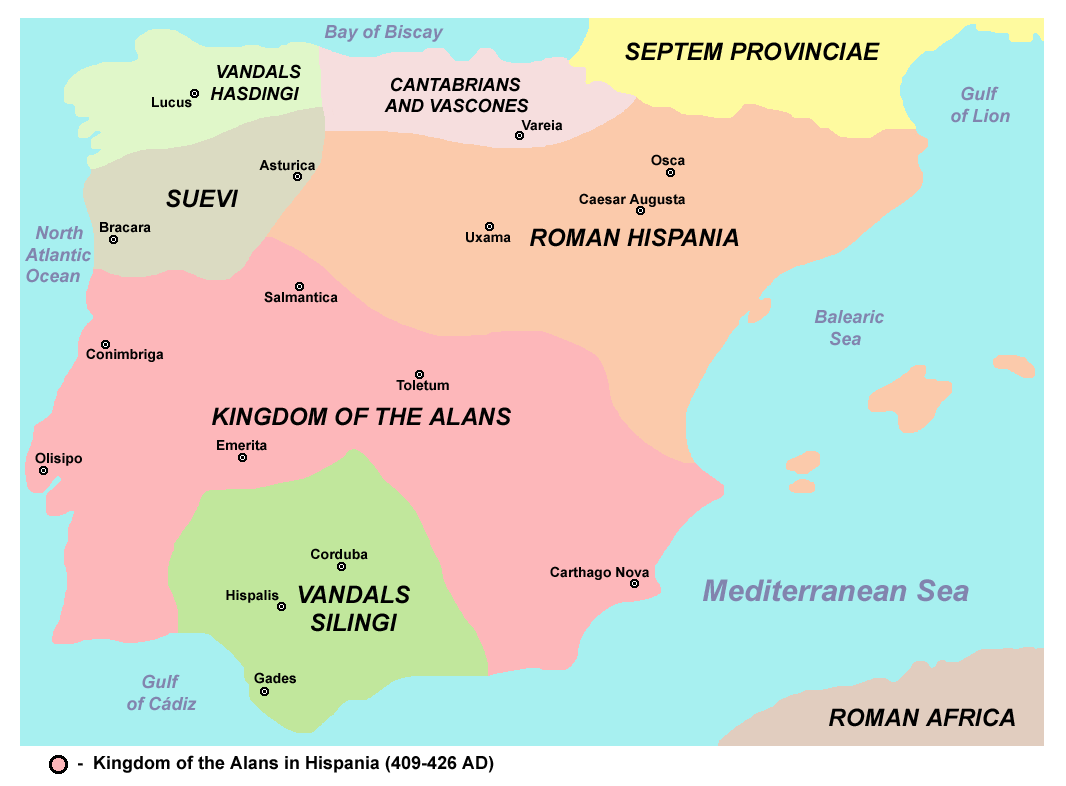
411年頃のイベリア半島。薄灰色がスエビ王国

500年頃のイベリア半島。水色がスエビ王国

ゲルマン民族の大移動の時期、一部のスエビ族は、陸路、あるいは、海路からイベリア半島のガラエキア（現ガリシア）地方に411年に定住しスエビ族のガリシア王国（409年 - 585年、ガリシア王国）を築いた。419年に、アラン族とヴァンダル族を追放し、原住民やローマ人とガラエキアを分割し、農村地帯を支配したといわれる。5世紀中葉に最初の全盛期を迎え、ガラエキアにとどまらず、現アストゥリアス地方西部、現カスティーリャ・レオン地方西部と現ポルトガルの北部にまでその版図は及んだ。
448年、アリウス派の西ゴート王国に対抗して、スエビ王レキアリウスはカトリックに改宗した。しかし、456年西ゴートに首都ブラカラ（現ポルトガル北端部）を占領され、レキアリウスは囚われて、457年ポルトゥカレ（現ポルトガル北端部）で殺害された。一方、ガラエキアでは、マルドラによって新王朝が建てられて、西ゴートの朝貢国になったり、西ゴートと共存を図ったりし、6世紀末までその王朝を維持することができた。マルドラ王朝は、純粋にスエビ族であったのか、若干混血しただけで、スエビの王権を主張したかは不明だが、後者の可能性が強いと考えられている。
マルドラの子、レミムンドゥスは、再びアリウス派に改宗したが、6世紀中葉にカトリックの影響力が強まったことや、正統教義を奉じるフランク王国や東ローマ帝国との交流があったことで、再びカトリックに改宗した。576年頃から西ゴートの攻撃が始まり、最後のスエビ王アンデカは、西ゴートの王位継承争いでカトリックに改宗したヘルメネギルドを応援し、西ゴート王レオヴィギルドに対抗したため、ブラカラとポルトゥカレを占領されて、王位を剥奪され、王国は585年に滅亡した。

### 現アレマン語圏のスエビ族
また、イベリア半島へ移動しなかったスエビ族もいた。カール大帝のフランク王国に仕え、アレマン公国を築いたアレマン人がスエビ族の一派とも言われる。彼らはライン川付近にある南西ドイツのシュヴァーベン（スエビの名から。英語ではスウェイビア、仏語ではスワーブ）、スイスのドイツ語圏、フランス領アルザスに定住しているアレマン語圏（南部ドイツ語の一種）の人々の先祖と言われる。

## 民族系統
タキトゥスの『ゲルマーニア』ではゲルマニア文化に属する民族として記載されているため、長らくゲルマン系として扱われていた。しかし「ゲルマニア」は後世に判明した事実とは異なる部分が多く、スエビへの言及についても疑問が持たれている。
タキトゥスより後の歴史家カッシウス・ディオは、「スエビ人はライン川に定住するまではケルト人と呼ばれていた」と述べており、ケルト系民族であることを示唆している。
ガリア戦記によるとガリア系民族からはゲルマン人の一部と見なされていたようである。